# Esguro
Esguro (en griego: Σγούρος/Σγουρός, también frecuentemente encontrado como Sgouros) pero también como Guro en algunos textos latinos, es el nombre de varias personas notables y familias bizantinas y post-bizantinas de Grecia, registradas desde el siglo XII. 

## Etimología
La palabra sgouros significa cabello rizado en griego medieval y es de etimología incierta.    Según Adamantios Korais la etimología es la forma de la palabra griega gyros (giros).

## Personas notables que poseen el nombre
- Teodoro Sgouros, gobernador de Argos y Nauplia a finales del siglo XII.
- León Sgouros, hijo de Teodoro, autónomo gobernante del noreste del Peloponeso y la Grecia Central a principios del siglo XIII.
- Gabriel Sgouros, hermano y sucesor de León, entregó Nauplia a los cruzados (1212).[2]
- Sgouros, de otro nombre desconocido. Participó en el sitio de Constantinopla (1453) como comandante naval, evacuando cristianos con sus barcos.•	[3]
- Progonos Sgouros (fl. 1294-1300), un noble bizantino, relacionado con la familia de Andrónico II Paleólogo. Benefactor de iglesias y monasterios en Macedonia.
- Sgouros Bova Spata (fl. 1400-1403), seños albanés.
- Dimitris Sgouros, pianista clásico griego.
- Yiannis Sgouros, político griego.

## Uso moderno
El nombre es usado como apellido en la Grecia moderna, también con derivativas como "Sgouras", Sgouropoulos, Sgourakis, Sgourides, etc.